# Кинг, Молли
Молли Элизабет Кинг (англ. Mollie Elisabeth King) — британская певица, солистка девичьей группы The Saturdays.

## Биография
Молли родилась в Уондсуэрте, Большой Лондон. У неё есть две старшие сестры. Юная Молли добилась больших успехов в лыжном спорте, в 11 лет стала членом британской Детской Лыжной Сборной и поступила в Лыжную Академию. Но, в конечном итоге, между мечтой о карьере певицы и спортом, Молли выбрала пение.
Молли не только поет, но и играет на акустической гитаре. До того, как попасть в The Saturdays, она дважды прослушивалась для реалити-шоу X-Factor: в 2005 (получила отказ из-за юного возраста) и в 2007 в составе группы Fallen Angelz («Павшие Ангелы»), которая дошла до финальной отборочной стадии.

## Сольная карьера
После того, как в 2014 году The Saturdays объявили о начале бессрочного перерыва в карьере, Молли начала работать над сольными релизами. В 2015 она подписала контракт с Island Records и начала задумываться о выпуске сольного альбома. В 2016 году вышел дебютный сольный сингл Молли «Back to You», а год спустя — «Hair Down», танцевальный хит, написанный в сотрудничестве с лейблом Xenomania.
В 2017 году Молли приняла участие в 15-м сезоне танцевального шоу «Strictly Come Dancing», добравшись до полуфинала проекта в паре с британским танцором ЭйДжеем Причардом. 
В 2018 Молли начала появляться на ТВ в качестве одной из ведущих утреннего шоу This Morning на канале ITV. В рамках этой передачи ей вновь удалось поработать со своей коллегой по The Saturdays Рошель Хьюмс.
С февраля 2018 года Молли является ведущей BBC Radio 1, в числе её проектов радиошоу «Matt & Mollie», а также обзор музыкальных новинок «Best New Pop».
Кинг с детства страдает дислексией; этот диагноз ей поставили в 10 лет. Сейчас певица является послом Британской Ассоциации Дислексии. «Мне повезло сотрудничать с терпеливыми людьми, понимающими, что мне нужен собственный подход к работе», — отмечала Молли в Instagram после своего выступления в Британском парламенте в 2019 году.
С апреля 2020 года Кинг начала вести еженедельную колонку «Feel-Good Feed» («Хорошее настроение») в журнале Marie Claire.

## Личная жизнь
В январе 2010 года было объявлено, что Кинг состояла в отношениях с вокалистом Энди Брауном. Они расстались в феврале 2011 года. После их разрыва Браун написал песни «When She Was Mine» и «Standing in the Dark», которые, по его словам, были вдохновлены его расставанием с Кинг. С 2011 по 2012 год встречалась с супермоделью Дэвидом Ганди. Они возобновили свои отношения в 2014 году, в 2016 году снова расстались. В настоящее время Кинг помолвлена с английским игроком в крикет Стюартом Броудом. Он сделал ей предложение 1 января 2021 года. В июне 2022 года Кинг подтвердила через Instagram, что ждет ребенка от Броуда.
У нее есть собака по кличке Альфи. Кинг является поклонницей певицы Бритни Спирс.

## Дискография

### Синглы
- Back to You (2016)
- Hair Down (2017)